# Equilíbrio geral computável
Modelos de equilíbrio geral computável (EGC) (Em inglês: computable general equilibrium (CGE)) são uma classe de modelos econômicos que usam dados econômicos reais para estimar como uma economia pode reagir a mudanças na política, tecnologia ou outros fatores externos. Os modelos EGC são também referidos como modelos EGA (equilíbrio geral aplicado). 

## Visão geral
Um modelo EGC consiste em equações que descrevem variáveis do modelo e um banco de dados (geralmente muito detalhado) consistente com essas equações do modelo. As equações tendem a ser neo-clássicas em essência, mas muitas vezes assumindo comportamento de minimização de custos pelos produtores, preços médios de custo e demandas domésticas baseadas no comportamento de otimização (microfundamentadas). No entanto, a maioria dos modelos EGC se adequam apenas vagamente ao paradigma do equilíbrio geral teórico. Por exemplo, eles podem permitir: 
1. compensação não mercantil, especialmente para trabalho (desemprego) ou para mercadorias (inventários)
2. concorrência imperfeita (por exemplo, preços de monopólio)
3. demandas não influenciadas pelo preço (por exemplo, demandas do governo)

Um banco de dados de modelo CGEEGC consiste em: 
1. tabelas de valores de transação, mostrando, por exemplo, o valor do carvão utilizado pela indústria do ferro. Normalmente, o banco de dados é apresentado como uma tabela de entrada-saída ou como uma matriz de contabilidade social. Em ambos os casos, abrange toda a economia de um país (ou mesmo o mundo inteiro) e distingue vários setores, mercadorias, fatores primários e talvez tipos de famílias. A cobertura setorial varia desde representações relativamente simples de capital, trabalho e intermediários até representações altamente detalhadas de subsetores específicos (por exemplo, o setor elétrico no GTAP-Power [1] ).
2. elasticidades: parâmetros sem dimensão que captam a resposta comportamental. Por exemplo, as elasticidades da demanda de exportação especificam em quanto os volumes de exportação podem cair se os preços de exportação subirem. Outras elasticidades podem pertencer à elasticidade constante da classe de substituição. Entre elas estão as elasticidades de Armington, que mostram se os produtos de diferentes países são substitutos próximos e as elasticidades que medem a facilidade com que os insumos para a produção podem ser substituídos uns pelos outros. A elasticidade-renda da demanda mostra como as demandas domésticas respondem às mudanças de renda.

Os modelos EGC são descendentes dos modelos de entrada-saída introduzidos por Wassily Leontief, mas atribuem um papel mais importante aos preços. Assim, onde Leontief supôs que, digamos, uma quantidade fixa de mão-de-obra era necessária para produzir uma tonelada de ferro, um modelo EGC normalmente permitiria que os níveis salariais afetassem (negativamente) as demandas trabalhistas. 
Os modelos EGC derivam também dos modelos de planejamento das economias dos países mais pobres construídos (geralmente por um especialista estrangeiro) a partir de 1960.  Em comparação com o modelo de Leontief, os modelos de planejamento de desenvolvimento se concentravam mais em restrições ou escassez - mão de obra qualificada, capital ou divisas estrangeiras. 
A modelagem EGC de economias mais ricas descende do modelo MSG 1960  de Leif Johansen da Noruega, e do modelo estático desenvolvido pelo Cambridge Growth Project  no Reino Unido. Ambos os modelos eram essencialmente pragmáticos e rastrearam variáveis ao longo do tempo. O modelo australiano MONASH  é um representante moderno desta classe. Talvez o primeiro modelo EGC semelhante aos de hoje tenha sido o de Taylor e Black (1974). 
Modelos EGC são úteis sempre que desejamos estimar o efeito de mudanças em uma parte da economia sobre o resto. Por exemplo, um imposto sobre a farinha pode afetar os preços do pão, o IPC e, portanto, talvez os salários e o emprego. Eles têm sido amplamente utilizados para analisar a política comercial. Mais recentemente, essa modelagem tem sido uma maneira popular de estimar os efeitos econômicos de medidas para reduzir as emissões de gases de efeito estufa. 
Os modelos EGC sempre contêm mais variáveis que equações - portanto, algumas variáveis devem ser definidas fora do modelo. Essas variáveis são denominadas exógenas; o restante, determinado pelo modelo, é chamado de endógeno. A escolha de quais variáveis devem ser exógenas é denominada fechamento do modelo e pode gerar controvérsias. Por exemplo, alguns modeladores mantêm o emprego e a balança comercial fixa; outros permitem que estes variem. As variáveis que definem a tecnologia, os gostos dos consumidores e os instrumentos do governo (como taxas de impostos) são geralmente exógenas. 
Hoje existem muitos modelos EGC de diferentes países. Um dos modelos EGC mais conhecidos é global: o modelo GTAP  de comércio mundial. 
Os modelos EGC são úteis para modelar as economias de países para os quais os dados de séries temporais são escassos ou não relevantes (talvez por causa de perturbações, como mudanças de regime). Aqui, suposições fortes e razoáveis embutidas no modelo devem substituir a evidência histórica. Assim, as economias em desenvolvimento são frequentemente analisadas usando modelos EGC, como aqueles baseados no modelo de modelo do IFPRI. 

## Modelos EGC comparativos-estáticos e dinâmicos
Muitos modelos EGC são estáticos comparativos: eles modelam as reações da economia em apenas um ponto no tempo. Para a análise de políticas, os resultados de tal modelo são frequentemente interpretados como mostrando a reação da economia em algum período futuro a um ou alguns choques externos ou mudanças de políticas. Ou seja, os resultados mostram a diferença (geralmente relatada na forma de alteração percentual) entre dois estados futuros alternativos (com e sem o choque da política), em que os recursos são totalmente fixos (daí o termo estática comparativa). O processo de ajuste ao novo equilíbrio, em particular a realocação do trabalho e do capital entre setores, geralmente não é explicitamente representado em tal modelo. 
Por outro lado, os modelos de longo prazo se concentram em ajustes na base de recursos subjacentes ao modelar mudanças de políticas. Isso pode incluir ajustes dinâmicos na oferta de mão-de-obra, ajustes nos estoques de capital instalados e globais e até mesmo ajustes na produtividade geral e na estrutura do mercado. Existem duas abordagens amplas seguidas na literatura de políticas para esse ajuste de longo prazo. Um envolve o que é chamado de análise de "estado estacionário comparativo". Sob essa abordagem, as regras de fechamento de longo prazo ou estado estacionário são usadas, sob o comportamento dinâmico prospectivo ou recursivo, para resolver ajustes de longo prazo.
A abordagem alternativa envolve modelagem explícita de caminhos de ajuste dinâmicos. Esses modelos podem parecer mais realistas, mas são mais difíceis de construir e resolver. Eles exigem, por exemplo, que futuras mudanças sejam previstas para todas as variáveis exógenas, não apenas aquelas afetadas por uma possível mudança de política. Os elementos dinâmicos podem surgir de processos de ajuste parciais ou de relações de acumulação estoque / fluxo: entre estoques de capital e investimento, e entre dívida externa e déficits comerciais. No entanto, existe um problema de consistência potencial, porque as variáveis que mudam de uma solução de equilíbrio para a próxima não são necessariamente consistentes entre si durante o período de mudança. A modelagem do caminho do ajuste pode envolver expectativas prospectivas , em que as expectativas dos agentes dependem do estado futuro da economia e é necessário resolver todos os períodos simultaneamente, levando a modelos EGC dinâmicos multi-períodos. Uma alternativa é a dinâmica recursiva. Modelos EGC recursivos dinâmicos são aqueles que podem ser resolvidos sequencialmente (um período de cada vez). Eles assumem que o comportamento depende apenas dos estados atuais e passados da economia. Modelos dinâmicos recursivos em que um único período é resolvido para análise comparativa de estado estacionário é um caso especial de modelagem dinâmica recursiva sobre o que pode ser vários períodos. 

## Técnicas
Os modelos EGC antigos eram frequentemente resolvidos por um programa customizado para esse modelo em particular. Os modelos eram caros de construir e às vezes apareciam como uma caixa preta para pessoas de fora. Agora, a maioria dos modelos EGC é formulada e resolvida usando um dos sistemas de software GAMS ou GEMPACK . AMPL, Excel e MATLAB também são usados. O uso de tais sistemas diminuiu os custos de entrada na modelagem EGC; algumas simulações de modelos são permitidas para serem replicadas independentemente; além de ter aumentado a transparência dos modelos. 

## Leitura complementar
- Adelman, Irma e Sherman Robinson (1978). Política de distribuição de renda em países em desenvolvimento: um estudo de caso da Coreia, Stanford University Press;
- Baldwin, Richard E. e Joseph F. Francois, eds. Problemas dinâmicos na análise de políticas comerciais . Cambridge University Press, 1999. ISBN 978-0521159517 ISBN   978-0521159517 ;
- Bouët, Antoine (2008). Os Benefícios Esperados da Liberalização do Comércio para o Rendimento Mundial e Desenvolvimento: Abrindo a "Caixa Preta" da Modelagem do Comércio Global ;
- Burfisher, Mary, Introdução aos Modelos de Equilíbrio Geral Computável, Cambridge University Press: Cambridge, 2011, ISBN 9780521139779   , 9780521139779.
- Cardenete, M. Alejandro, Guerra, Ana-Isabel e Sancho, Ferran (2012). Equilíbrio Geral Aplicado: Uma Introdução. Springer;
- Corong, Erwin L .; et al. (2017). " O Modelo Padrão do GTAP, Versão 7 ". Jornal de análise econômica global. 2 (1): 1-119. doi: 10.21642 / JGEA.020101AF.
- Dervis, Kemal; Jaime de Melo e Sherman Robinson (1982). Modelos Gerais de Equilíbrio para a Política de Desenvolvimento . Cambridge University Press;
- Dixon, Peter; Brian Parmenter; John Sutton e Dave Vincent (1982). ORANI: Um modelo multissetorial da economia australiana, Holanda do Norte;
- Dixon, Peter; Brian Parmenter; Alan Powell e Peter Wilcoxen (1992). Notas e problemas em economia de equilíbrio geral aplicada, Holanda do Norte;
- Dixon, Peter (2006). Tomada de Decisões de Políticas Comerciais Baseadas em Evidências na Austrália e o Desenvolvimento de Modelagem de Equilíbrio Geral Computável, CoPS / IMPACT Número do Documento de Trabalho G-163
- Dixon, Peter e Dale W. Jorgenson, ed. (2013). Manual de Modelagem de Equilíbrio Geral Computável, Vols. 1A e 1B, Holanda do Norte, ISBN 978-0-444-59568-3  ;
- Ginsburgh, Victor e Michiel Keyzer (1997). A Estrutura dos Modelos de Equilíbrio Geral Aplicados, MIT Press;
- Hertel, Thomas, Análise do Comércio Global: Modelagem e Aplicações (Modelagem e Aplicações), Cambridge University Press: Cambridge, 1999, ISBN 978-0521643740   , 9780521643740;
- Kehoe, Patrick J. e Timothy J. Kehoe (1994) "Um Primer sobre Modelos de Equilíbrio Geral Estático Aplicado," Federal Reserve Bank of Minneapolis Quarterly Review, 18 (2)  ;
- Kehoe, Timothy J. e Edward C. Prescott (1995) Volume editado em "Applied General Equilibrium", Economic Theory, 6;
- Lanz, Bruno e Ruterford, Thomsa (2016) " GTAPinGAMS: Modelos Multirregionais e Pequenos de Economia Aberta ". Jornal de Análise Econômica Global, Vol. 1 (2): 1-77. doi = 10.21642 / JGEA.010201AF
- Mitra-Kahn, Benjamin H., 2008, " Debunking os Mitos dos Modelos de Equilíbrio Geral Computável ", SCEPA Working Paper 01-2008 ;
- Reinert, Kenneth A. e Joseph F. François, eds. Métodos aplicados para análise de política comercial: um manual. Cambridge University Press, 1997. ISBN 9780521589970 ISBN   9780521589970 ;
- Shoven, John e John Whalley (1984). Modelos Aplicados de Equilíbrio Geral de Tributação e Comércio Internacional: Uma Introdução e Pesquisa. Journal of Economic Literature, vol.   22 (3) 1007-51;
- Shoven, John e John Whalley (1992). Aplicando Equilíbrio Geral, Cambridge University Press.